# Изабелла де Виллардуэн
Изабелла (Изабель) де Виллардуэн (фр. Isabelle de Villehardouin; ок. 1260/1263 — 23 января 1312) — княгиня Ахейская и Морейская в 1289—1307 годах, дочь князя Ахейского Гильома II де Виллардуэна и Анны Комнин.
Наследница Ахейского княжества, Изабелла была выгодной партией. Её выдали замуж за Филиппа (ум. 1277), сына короля Сицилии и Неаполя Карла I Анжуйского, который фактически управлял княжеством от её имени. Только после смерти Карла Изабелла, выданная замуж за Флориса д’Авена в 1289 году, стала правительницей княжества вместе с мужем, а после его смерти — единовластной правительницей, хотя и оставаясь вассалом короля Неаполя Карла II Анжуйского.
Позже Изабелла вышла замуж в третий раз, выбрав в качестве супруга Филиппа I Савойского. Однако новый муж Изабеллы вызвал недовольство как баронов княжества, так и Карла II, в результате чего в 1307 году Изабелла была вынуждена отречься от престола, передав все права королю. После этого она развелась с мужем и уехала в Эно, где располагались унаследованные её дочерью от второго брака владения, где и умерла в 1312 году.

## Биография
Изабелла родилась около 1260/1263 года в семье князя Ахейского Гильома II де Виллардуэна и его третьей жены Анны Комнин Дука, дочери деспота Эпира Михаила II Комнин Дуки. Поскольку дочери от первого брака Гильома умерли, Изабелла оказалась наследницей отцовских владений. В результате неудачных войн с венецианцами и императором Византийской империи Михаилом VIII Палеологом Гильом II лишился большей части Пелопоннеса, которая стала византийским Морейским деспотатом.
Около 1266 года Михаил VIII предложил Гильому II план брака Изабеллы и своего сына Андроника (будущего императора Андроника II), который в результате должен был объединить в своих руках весь Пелопоннес. Но этот план вызвал резкое неприятие баронов княжества Ахейского и, кроме того, не устраивал нового короля Сицилии Карла I Анжуйского, вынашивавшего идеи создания Средиземноморской империи.
Надеясь получить помощь против Византии и Венеции, Гильом искал сильного союзника. При посредничестве папы в мае 1267 года титулярный император Латинской империи Балдуин II, стремившийся восстановить империю, передал Карлу I Анжуйскому сюзеренитет над Ахейским княжеством, над большинством островов Эгейского моря, Эпиром и Корфу. Договор был скреплён обручением сына Балдуина Филиппа и дочери Карла Беатрисы, причём в случае бездетности Филиппа все права на империю должны были отойти к Карлу. Одновременно Карл заключил договор и с князем Ахейским Гильомом II де Виллардуэном, который рад был признать своим сюзереном сильного правителя.
После победы над Конрадином Карл потребовал от Гильома II выдать дочь и наследницу Изабеллу за своего второго сына Филиппа. При этом в договор был включён пункт, что при бездетной смерти наследницы права на Ахейское княжество перейдут к Карлу. Гильом II, заинтересованный в союзе с ним, согласился в том же 1267 году обручить Изабеллу и Филиппа. Брак был заключён 28 мая 1271 года в Трани.
1 мая 1278 года Гильом II умер. Муж Изабеллы Филипп Анжуйский скончался годом раньше. Согласно заключённому соглашению Изабелла, которой к тому времени было не больше 19 лет, не могла самостоятельно управлять Ахейским княжеством, это право перешло к Карлу I Анжуйскому, и тот отправил в качестве своего бальи сенешаля Сицилии Галерана д’Иври. Изабелла же жила в Неаполе при королевском дворе.
Карл I Анжуйский умер в 1285 году, потеряв в результате Сицилийской вечерни Сицилию. Его наследник Карл II Анжуйский, во владении которого осталось Неаполитанское королевство, выдал 16 мая 1289 года Изабеллу замуж за Флориса д’Авена, брата графа Эно Жана II д'Авена. Флорис, который владел в Эно сеньориями Брейн-ле-Конт и Галь, появился при дворе Карла II в 1287 году. Он отличился в войне против Арагона, после чего Карл назначил его коннетаблем Сицилии. Желая навести порядок в Ахейском княжестве и внимая просьбам баронов, Карл в день свадьбы Флориса и Изабеллы даровал им титулы князя и княгини Ахейской. С Изабеллы Карл взял слово, что она, если овдовеет, не будет вступать в новый брак без разрешения короля.
После свадьбы Изабелла и Флорис перебрались в Андравиду, где бароны княжества присягнули новому правителю, который оказался среди них популярен. В то же время у него возникли проблемы с Гуго де Бриенном, регентом при малолетнем герцоге Афинском Ги II де Ла Роше. Тот считался вассалом князя Ахейского, однако Гуго де Бриенн заявил, что он признаёт своим сюзереном Карла II Анжуйского. Хотя король и отверг доводы Гуго, но спор тянулся до 1294 года, когда Ги II де Ла Рош стал совершеннолетним.
В 1297 году умер муж Изабеллы Флорис, и она стала единовластной правительницей княжества. От брака с Флорисом у неё осталась дочь Матильда, родившаяся в 1293 году, которая унаследовала отцовские владения в Эно, а также права Виллардуэнов на Ахайю. И бароны княжества стали предлагать Изабелле кандидатуры будущего мужа для девочки. Выбор в итоге пал на герцога Афинского. Помолвка состоялась в 1299 году. В качестве приданого Ги получил Каламату. Однако на брак не было получено согласие ни короля Карла, ни папы Римского (жених и невеста состояли в кровном родстве). В итоге король в июле 1298 года потребовал вернуть невесту матери. Только после длительных переговоров 18 апреля 1300 года он согласился на брак. Папа Бонифаций VIII также дал своё разрешение.
В 1300 году Изабелла, заключив по указанию Карла II мир с Византией, отправилась в Рим, оставив в княжестве в качестве бальи своего маршала Николая III де Сент-Омера. Основной её целью был третий брак.  Мужем она выбрала князя Пьемонта Филиппа I Савойского. Тот также приехал в Рим. Это вызвало недовольство Карла II, предполагавшего сделать князем Ахейским одного из своих сыновей — Филиппа Тарентского. Но в итоге Карл всё же дал согласие на брак, который был заключён в Риме 12 февраля 1301 года. По условиям договора Филипп Савойский и Изабелла признавали себя вассалами Филиппа Тарентского, а также обязались помочь ему отвоевать принадлежавшую Византии Морею. 23 февраля король от имени Филиппа Тарентского пожаловал Филиппа Савойского титулом князя Ахейского. Однако в свои владения Филипп Савойский и Изабелла вернулись только в 1302 году, где им присягнули в верности бароны, включая герцога Афинского.
Вскоре Филипп постоянными вымогательствами вызвал недовольство вассалов. Кроме того, он стремился проводить независимую политику, что не могло понравиться королю. В итоге в 1306 году Карл II сместил Филиппа Савойского с трона князя Ахейского. В числе причин для этого называлось и неисполнение ленных обязательства во время войны с Анной Кантакузин, матерью и опекуншей деспота Эпира Фомы I, против которой воевал Карл II. Новым князем король назначил Филиппа Тарентского. Филипп Савойский и Изабелла 11 мая 1307 года уступили все права на Ахайю королю, в обмен Филипп получил графство Альба на Фуцинском озере.
Изабелла не последовала за мужем, от которого родила трёх дочерей, а развелась с ним и уехала в Эно, где располагались унаследованные её дочерью от второго брака владения. Она умерла 23 января 1312 года.

## Брак и дети
1-й муж: с 28 мая 1271 года (Трани, кафедральный собор) Филипп Анжуйский (1256 — 1 января 1277), князь Ахейский. Детей в этом браке не было.
2-й муж: с 16 сентября 1289 года Флорис д’Авен (1255—1297), сеньор де Брейн-ле-Конт и де Галь, штатгальтер Зеландии, коннетабль Сицилии и генеральный викарий Корфу в 1289—1290 годах, князь Ахейский и Морейский с 1289. Дети:
- Матильда де Эно (29 ноября 1293 — 1331), дама де Брейн-ле-Конт и де Галь с 1297, княгиня Ахейская и Морейская в 1313—1318 годах; 1-й муж: до сентября 1304 Ги II де Ла Рош (ум. 5 октября 1308), герцог Афинский с 1287; 2-й муж: Людовик Бургундский (1297 — 2 августа 1316), князь Ахейский и Морейский с 1313, титулярный король Фессалоник с 1313; 3-й муж: с марта 1318 (Неаполь, папское разрешение 29 марта 1318, аннулирован в 1321) Иоанн (Жан) Анжуйский (1294—1336), граф ди Гравина с 1315, князь Ахейский и Морейский 1318—1332, герцог Дураццо с 1332; 4-й муж: (секретный, развод) Гуго де ла Палис

3-й муж: с 12 февраля 1301 года (Рим, развод в 1307 году) Филипп I Савойский (1278 — 23 сентября 1334), князь Пьемонта с 1294, князь Ахейский и Морейский в 1301—1306. Дети:
- Мария Савойская (1301 — после 1308)
- Маргарита Савойская (февраль 1303 — после 8 декабря 1371); муж: с 10 июня 1324 Рено де Форе (ум. 1369/1370), сеньор де Маллеваль, де Рошерлен и де Сен-Жермен Лаваль
- Алиса Савойская (ум. 1368); 1-й муж: с 7 октября 1324 (контракт, утверждён 14 декабря 1325) Манфредо дель Каррето, маркиз ди Савона, сеньор ди Новелло и Синео; 2-й муж: с 26 сентября 1354 Антельмо д’Уртиере (ум. после 1363), сеньор де Сент-Элен-дю-Лак